# ناقل الأيون

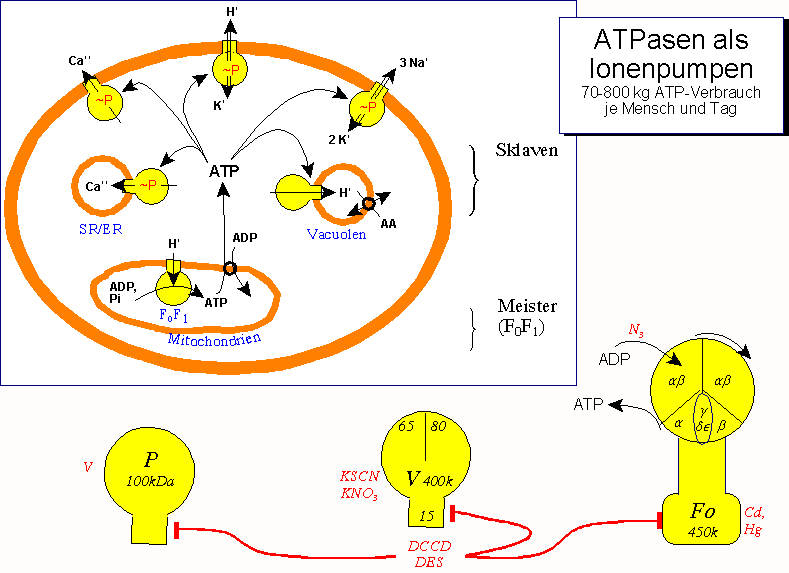

في الأحياء، تتم عملية نقل الأيون بواسطة ناقل الأيون أو مضخة الأيون، وهو بروتين عبر الغشاء ينقل الأيون عبر الغشاء البلازمي بالضد من مدروج التركيز بخلاف القنوات الأيونية التي تنتقل في الأيونات نقلا سلبيا.
نواقل الأيونات هذه غالبا ما تكون إنزيمات تحول الطاقة من مصادر مختلفة مثل ثلاثي فوسفات الأدينوسين وضوء الشمس وتفاعلات أكسدة-اختزال إلى طاقة مخزونة في مدروج كهروكيمياوي. هذه الطاقة يستخدمها الناقل الثانوي لتفعيل النشاطات الحيوية في الخلية.
بمقارنة التركيب التقريبي للسائل خارج الخلايا الذي يوجد خارج غشاء الخلية والسائل داخل الخلايا الذي يوجد في داخلها يُلاحظ أن السائل خارج الخلايا يحوي كميات كبيرة من الصوديوم ولكنه لا يحوي إلا كميات قليلة فقط من البوتاسيوم؛ والعكس هو الصحيح بالنسبة للسائل داخل الخلايا. كما يحوي السائل خارج الخلايا كميات كبيرة من أيونات الكلوريد بينما يحوي السائل داخل الخلايا كمية صغيرة منه فقط. ولكن تراكيز الفوسفات - وكله بالأساس تراكيب استقلابية وسيطة - وتراكيز البروتينات هي أكبر كثيراً في السائل داخل الخلايا مما هي عليه في السائل خارج الخلايا. وهذه الاختلافات بين محتويات السائلين داخل وخارج الخلايا مهمة جداً لحياة الخلية.

## الحاجز الشحمي والبروتينات الناقلة للغشاء الخلوي
يتكون غشاء الخلية أساساً من طبقة مزدوجة شحمية lipid bilayer ، ويحوي أعداداً كبيرة منها - بل أكثرها - خلال كل سمك الغشاء الخلوي.
و تلك الطبقة المزدوجة الشحمية غير ممتزجة مع أي من السائلين داخل أو خارج الخلايا، ولذلك فإنها تكون حاجزاً لحركة معظم المواد المذابة في الماء بين جوبتي السائلين. ومع ذلك تتمكن بعض المواد من اختراق هذا الحاجز مزدوج الطبقة وتدخل إلى الخلية أو تخرج منها مارة بين المادة الشحمية نفسها مباشرة.
و من الناحية الأخرى فإن لجزيئات البروتين خواص نقل تختلف عن ذلك تماماً؛ فبنياتها الجزيئية تعترض استمرارية الطبقة المزدوجة الشحمية ولذلك فإنها تكون طريقاً بديلاً خلال غشاء الخلية. كما أن معظم هذه البروتينات هي بروتينات ناقلة transport proteins وتعمل مختلف البروتينات بطرق مختلفة؛ فللبعض منها أحياز مائية على طول جزيئاتها تسمح لبعض الأيونات أو الجزيئات بالحركة من خلالها، وتسمى بروتينات قناتية channel proteins ، ويسمى بعضها الآخر بروتينات حمالة carrier proteins لأنها ترتبط مع المواد التي تنقلها فتؤدي عند ذاك التغيرات الشكلية لجزيئات البروتين إلى تحرك المواد خلال الأحياز بين الجزيئات إلى الجهة الأخرى من الغشاء الخلوي. وهذه البروتينات القناتية والحمالة هي بروتينات عالية الانتقائية لأنماط الجزيئات التي تسمح لها بعبور الغشاء الخلوي.

### الانتشار مقابل النقل الفعال
يتم الانتقال عبر غشاء الخلية خلال الطبقة المزوجة الشحمية إما مباشرة أو بإحدى الطريقتين الأساسيتين: الانتشار diffusion (والذي يسمى أيضاً النقل غير الفعال passive transport) أو النقل الفعال active transport . وبالرغم من وجود اختلافات متعددة بين هاتين الآليتين الأساسيتين فإن الانتشار يعني التحرك الجزيئي العشوائي للمواد جزيئاً بعد آخر إما خلال الأحياز بين جزيئات الغشاء أو بالاتحاد مع بروتين حمال. والطاقة التي تولد الانتشار هي الطاقة الحركية الاعتيادية للمادة. وعلى النقيض من ذلك فإن النقل الفعال يعني حركة الأيونات أو المواد الأخرى عبر الغشاء الخلوي باتحادها مع بروتين حمال. وبالإضافة لذلك فإن هذا النقل يجري ضد مدروج gradient الطاقة، مثلاً من حالة واطئة التركيز إلى حالة عالية التركيز. وهذه عملية تحتاج إلى مصدر طاقة إضافي بالإضافة للطاقة الحركية لتوليد هذه الحركة.

## الانتشار
توجد كل جزيئات وأيونات سوائل الجسم - ومن ضمنها جزيئات الماء والمواد المذابة فيه - في حركة دائمة وتتحرك كل ذريرة فيها بطريقتها الخاصة. ويسمي الفيزيائيون هذه الحركة الحرارة heat ، وكلما زادت الحركة زادت درجة الحرارة؛ ولا تتوقف الحركة تحت أي ظرف كان إلا عند درجة حرارة الصفر المطلق. فعندما يصل جزيء أ المتحرك إلى جزيء ب الساكن فإن القوى الكهربائية الساكنة والقوى الكهربائية بين النووية للجزيء أ تُنفِر الجزيء ب وتضيف إليه بعض الطاقة الحركية. وكنتيجة لذلك يكتسب الجزيء ب طاقة حركية للتحرك بينما يبطيء الجزيء أ ويفقد بعض طاقته الحركية. وبهذا فإن أحد جزيئات المحلول يقفز بين الجزيئات الأخرى في أحد الاتجاهات أولاً ثم في اتجاه آخر وآخر ويستمر في الوثوب عشوائياً بلايين (مليارات) المرات في الثانية الواحدة.
و تسمى هذه الحركة المستمرة للجزيئات بين بعضها البعض في السوائل أو الغازات باسم الانتشار diffusion .
و تنتشر الأيونات بنفس طريقة انتشار الجزيئات الكاملة. وحتى الذريرات الغروانية colloid المعلقة تنتشر بسرعة أقل كثيراً من سرعة انتشار المواد الجزيئية بسبب أحجامها الكبيرة.

### الانتشار خلال غشاء الخلية
ينقسم الانتشار خلال غشاء الخلية إلى نوعين ثانويين مختلفين يسميان الانتشار البسيط simple diffusion و الانتشار الميسر facilitated diffusion . ويعني الانتشار البسيط الحركة الحركية للجزيئات أو للأيونات خلال فتحات الغشاء أو خلال الأحياز بين الجزيئات من دون ضرورة ارتباطها بالبروتينات الحمالة في الغشاء الخلوي. وتحدد سرعة الانتشار بكمية المادة الموجودة وبسرعة الحركة الحركية وبعدد الفتحات المتوفرة في غشاء الخلية التي تسمح بمرور الجزيئات والأيونات من خلالها. ومن الناحية الأخرى يحتاج الانتشار الميسر إلى تفاعل الجزيئات أو الأيونات مع بروتين حمال ليساعد في تمريرها خلال الغشاء الخلوي ومن المحتمل أن ذلك يتم بارتباطها كيميائياً معه ونقلها بهذا الشكل خلال الغشاء الخلوي.
و يمكن أن يتم الانتشار خلال الغشاء الخلوي بطريقتين:
1. خلال فرجات الطبقة المزدوجة الشحمية
2. خلال القنوات المائية في بعض البروتينات الناقلة.

### انتشار المواد المذابة في الشحوم خلال الطبقة المزدوجة الشحمية
لقد عزلت تجريبياً شحميات الخلايا عن بروتيناتها، ومن ثم أعيد تركيبها كغشاء صنعي مكون من طبقة مزدوجة شحمية ولكن من دون أي بروتينات ناقلة وأمكن باستعمال مثل هذا الغشاء الصنعي تحديد الخواص الانتقالية للطبقة المزدوجة الشحمية نفسها وحدها.
و أهم عامل يحدد سرعة تحرك إحدى المواد خلال هذه الطبقة المزدوجة الشحمية هو الذؤوبة الشحمية لهذه المادة؛ فمثلاً الذؤوبية الشحمية للأكسجين وللنيتروجين والكحوليات عالية جداً، ولهذا تتمكن كلها من الذوبان مباشرة في الطبقة المزدوجة الشحمية ثم تنتشر خلال غشاء الخلية بنفس الطريقة التي يتم بها الانتشار في المحلول المائي. ويتضح ذلك أن سرعة انتشار هذه المواد خلال الغشاء الخلوي يتناسب تناسباً طردياً مع درجة ذؤوبيتها في الشحم. ومن الملاحظ أن كميات كبيرة من الأكسجين يمكن أن تنقل بهذه الطريقة، ولذلك فإن الأكسجين يوصل إلى داخل الخلية وكأنها من دون غشاء خلوي.

### انتشار الماء والجزيئات الأخرى غير الذؤوبة بالشحم خلال قنوات البروتين
بالرغم من أن الماء غير ذؤوب بالشحوم بدرجة كبيرة جداً، لكنه يخترق غشاء الخلية بسهولة ويمر معظمه مباشرة خلال قنوات البروتين. وتصل سرعة اختراق جزيئات الماء غشاء الخلية إلى سرعة مذهلة؛ فمثلاً تبلغ كمية الماء الكلية التي يمكن أن تنتشر خلال غشاء خلية الدم الحمراء في الثانية الواحدة حجماً يساوي 100 ضعف حجم الخلية نفسها.
كما يمكن أن تمر الجزيئات الأخرى غير الذؤوبة بالشحم خلال قنوات البروتينات المسامي بنفس طريقة مرور جزيئات الماء إن كانت هي الأخرى صغيرة لدرجة كافية. ولكنها عندما تكون كبيرة فإن درجة اختراقها تهبط بسرعة كبيرة؛ فمثلاً إن قطر جزيء اليوريا هو 20 % أكب من قطر جزيء الماء. ومع ذلك فإن درجة اختراقه لغشاءالخلية هي ألف مرة أقل من درجة اختراق الماء له. ومع ذلك فإن سرعة اختراق الماء المذهلة تسمح أيضاً بانتقال اليوريا بسرعة خلال الغشاء الخلوي.

### الانتشار خلال قنوات البروتين وتبوب هذه القنوات
من المعتقد أن قنوات البروتين هي طرق مائية عبر أخِلَة interstices جزيئات البروتين. وفي الواقع لقد أظهرت إعادة التركيب الحاسوبي ثلاثي الأبعاد أن لبعض هذه البروتينات قنوات أنبوبية الشكل تمتد من نهايتها خارج الخلايا إلى نهايتها داخل الخلايا. ولهذا فإن المواد تتمكن من الانتشار مباشرة خلال هذه القنوات من جهة لأخرى عبر الغشاء الخلوي. وبالإضافة لذلك فإن قنوات البروتين تتميز بخاصيتين مهمتين: (1) فغالباً ما تكون لها نفاذية انتقائية لبعض المواد، (2) ومن الممكن أن تفتح أو تغلق العديد من هذه القنوات بواسطة بوابات gates توجد فيها.

#### النفاذية الانتقائية للقنوات البروتينية المختلفة
لمعظم القنوات البروتينية - وليس كلها - درجة انتقاء عالية في نقل واحد أو أكثر من الأيونات والجزيئات عبر الغشاء الخلوي. وينتج ذلك من خواص القنوات الغشائية نفسها، مثل خواص أقطارها وأشكالها وطبيعة الشحنات الكهربائية على سطوحها. وكمثال على ذلك يبلغ قطر إحدى أهم القنوات البروتينية التي تسمى القنوات الصوديومية حوالي 0.3 - 0.5 نانومتر، ولكن الأهم من ذلك هو أن السطوح الداخلية لهذه القنوات سالبة الشحنة جداً. ويفترض أن هذه الشحنات الشديدة السلبية تسحب أيونات الصوديوم الموجبة الحقيقية الصغيرة إلى هذه القنوات بعيداً عن جزيئاتها المائية المميَهة. ومتى أصبحت هذه الأيونات في القناة فإنها تنتشر في أي من الاتجاهين حسب القوانين العامة للانتشار ولهذا فإن القنوات الصوديومية هي قنوات انتقائية نوعية لمرور أيونات الصوديوم.
و من الناحية الأخرى هناك قنوات انتقائية خاصة لانتقال أيونات البوتاسيوم؛ ولكن هذه القنوات أصغر قليلاً من القنوات الصوديومية فهي تبلغ 0.3 × 0.3 نانومتر، ولكنها ليست سالبة الشحنة، ولذلك فإنها ليست بالقوة الجاذبة الشديدة التي تجذب الأيونات إليها. ولكن الشكل المُمَيه من أيونات البوتاسيوم أصغر كثيراً من شكل الصوديوم المميه لأن لأيونات الصوديوم مجموعة إلكترونية مدارية واحدة أقل من تلك لأيونات البوتاسيوم مما يسمح لأيونات الصوديوم من جذب جزيئات ماء أكثر مما يمكن لأيونات البوتاسيوم عمله. ولهذا فإن أيونات البوتاسيوم المميهة والأصغر حجماً يمكنها المرور بسهولة خلال هذه القنوات الصغيرة بينما هي ترفض مرور أيونات الصوديوم خلالها بالمرة، فيوفر ذلك مرة أخرى نفاذية انتقائية خاصة لأيون نوعي.

#### تبوب القنوات البروتينية
يوفر تبوب gating القنوات البروتينية طريقة هامة للتحكم في نفاذية القنوات. ومن المعتقد أن هذه البوابات هي امتدادات حقيقية شبيهة بالبوابات التي تمتد من جزيء البروتين الناقل التي يمكنها أن تغلق أو تفتح القناة بتغيير هيئة تشكيل جزيء البروتين نفسه. وفي حالة أيونات الصوديوم تفتح البوابة وتغلق على السطح الخارجي لغشاء الخلية، أما في حالة قناة أيونات البوتاسيوم فإنها تفتح وتغلق على السطح الداخلي لغشاء الخلية.
و تحكم فتح وغلق هذه البوابات طريقتان رئيسيتان هما:
1. التبوب الفولطي voltage gating : ففي هذه الحالة يستجيب التشكيل الجزيئي للبوابة للجهد الكهربائي عبر غشاء الخلية؛ فمثلاً عندما تكون هناك شحنة سلبية شديدة على السطح الداخلي لغشاء الخلية تبقى بوابة أيونات الصوديوم مغلقة تماماً، ولكن عندما يفقد السطح الداخلي لغشاء الخلية شحنته السلبية تفتح هذه البوابات بصورة تلقائية وتسمح بمرور كميات كبيرة من أيونات الصوديوم إلى داخل الخلية خلال ثغور الغشاء الخلوي إلى أن تغلقها مجموعة أخرى من البوابات عند النهاية الهيولية. وهذا هو السبب الرئيسي لكمون الفعل في الأعصاب التي تمر بها الإشارات العصبية. كما أن بوابات أيونات البوتاسيوم تفتح أيضاً عندما يصبح السطح الداخلي لغشاء الخلية مشحوناً بشحنات موجبة، ولكن هذه الاستجابة تختلف عن استجابة بوبات أيونات الصوديوم لأنها تفتح ببطء شديد جداً؛ ومع ذلك يساعد جريان أيونات البوتاسيوم من داخل الخلية إلى خارجها على استعادة غشاء الليف العصبي لحالته الاعتيادية بعد انتهاء كمون الفعل.
2. التبوب الكيميائي chemical gating : وفي هذه الحالة تفتح بعض القنوات البروتينة الموجودة على غشاء الخلية بارتباط جزيء آخر مع البروتين، ويؤدي ذلك إلى تغيير تشكيلي في جزيء البروتين الذي يفتح أو يغلق البوابة؛ ويسمى هذا باسم التبوب الكيميائي.
و أحد الحالات المهمة للتبوب الكيميائي هي تأثير الأسيتيل كولين على ما يسمى قناة الأسيتيل كولين، إذ أنه يفتح هذه البوابة مولداً بذلك ثغرة بقطر 0.65 نانومتر تقريباً تسمح بمرور كل الجزيئات والأيونات الموجبة الشحنة والأصغر من هذا القطر خلالها. وهذه البواببة مهمة جداً في حالات انتقال الإشارات من خلية عصبية إلى خلية عصبية أخرى ومن خلية عصبية إلى خلية عضلية.

#### حالتا الفتح والغلق للقنوات المبوبة
عند ملاحظة تسجيلين لتيار كهربائي يجري خلال قناة صوديومية عندما كان هناك حوالي 25 ملي فولت من تدرج الجهد عبر القناة يُلاحظ أن القناة تنقل التيار كله أو لا تنقله أبداً؛ وهذا بعني أن بوابة تلك القناة تنغلق فجأة أو تنفتح فجأة. وتحدث كل من هاتين الحركتين في أقل من بضعة أجزاء من مليون من الثانية، ويبين ذلك السرعة التي تتم بها التغييرات التشكيلية في شكل بوابات جزيئات البروتين؛ فيمكن عند أحد الجهود الفولتية أن تبقى القناة مغلقة طيلة الوقت كله أو معظم الوقت تقريباً، بينما يمكن أن تبقى عند مستوى فولتية أخرى مفتوحة طيلة الوقت أو معظمه.

## الانتشار الميسر
يسمى الانتشار الميسر facilitated diffusion أيضاً باسم الانتشار بتوسط الحامل carrier - mediated diffusion لأن المادة التي تنقل بهذه الطريقة لا تتمكن من العبور خلال غشاء الخلية من دون مساعدة بروتين حامل لها. وهذا يعني أن الحامل ييسر عملية انتشار المادة للجهة الأخرى من الغشاء الخلوي.
و تختلف عملية الانتشار الميسر عن الانتشار البسيط خلال قناة مفتوحة بالطريقة المهمة التالية:
بالرغم من أن سرعة الانتشار خلال قناة مفتوحة تزداد نسبياً مع زيادة تركيز المادة المنتشرة عبر غشاء الخلية، ولكن في حالة الانتشار الميسر تصل سرعة الانتشار حداً قصوياً يسمى Vmax عندما يزداد تركيز المادة؛ فعند زيادة تركيز المادة تزداد سرعة الانتشار البسيط بنسبة طردية مع التركيز، ولكن توجد حدود لمستوى الانتشار الميسر وهي السرعة القصوى Vmax .

### تحديد سرعة الانتشار الميسر
إن البروتين الحمال الذي يملك قناة كبيرة لدرجة كافية ينقل الجزيء النوعي الخاص لجزء من طريق القناة خلال غشاء الخلية ولكن ليس للطريق كله. كما أم المستقبلات receptors الارتباطية الموجودة على البروتين الحمال حيث يدخل الجزيء الذي سيُنقل إلى القناة ويرتبط بالمستقبلات ومن ثم وفي خلال جزء من الثانية يحدث تغيير شكلي في البروتين الحمال وبنفتح إلى الجهة المعاكسة من الغشاء الخلوي؛ ولأن قوة ارتباط المستقبلات تكون ضعيفة نسبياً تؤدي الحركة الحرارية للجزيء الملتصق إلى انفصاله عن القناة وتحريره على الجهة المعاكسة من الغشاء الخلوي. ومن الواضح أن سرعة نقل الجزيئات بهذه الطريقة لا يمكن أن تكون أكبر من السرعة التي يتمكن بها جزيء البروتين الحمال من تغيير شكله بين حالتيه. ويعتقد أن ذلك يتم بسرعة عالية تحددها الحركة الحرارية للجزيئات الحمالة. ومن الملاحظ بصورة خاصة أن هذه الآلية تسمح للجزيئات المنتقلة عبر غشاء الخلية بخاصية الانتشار لأي من جهتي الغشاء الخلوي.
و من بين أكثر المواد المهمة التي تعبر الغشاء الخلوي بطريقة الانتشار الميسر كلا من الجلوكوز والأحماض الأمينية. ويعرف الآن أن الوزن الجزيئي للجزيء الحمال في حالة الجلوكوز يبلغ 45000، وهو يتمكن من نقل العديد من أحاديات السكريد الأخرى التي لها بنيات شبيهة بجزيء الجلوكوز، وهي تشمل المَنوز والجلاكتوز وازيلوز والأرابينوز. كما يتمكن الأنسولين أيضاً من زيادة سرعة الانتشار الميسر للجلوكوز حتى 10 إلى 20 ضعفاً، وهذه هي الآلية الأساسية التي يتحكم بها الأنسولين في استعمال الجلوكوز في الجسم.

### العوامل التي تؤثر على محصلة سرعة الانتشار
من المعلوم أن هناك العديد من المواد التي يمكنها الانتشار خلال الطبقة المزدوجة الشحمية للغشاء الخلوي أو خلال قنوات البروتين في الغشاء؛ والمواد التي تنتشر بأحد الاتجاهين يمكنها أيضاً أن تنتشر بالاتجاه المعاكس. ومن المهم بالنسبة للخلية ليس المجموع الكلي للكمية التي تنتشر بالاتجاهين ولكن الفرق بينهما، وهذا هو محصلة سرعة الانتشار في أحد الاتجاهين. وتتحدد محصلة السرعة هذه بالعوامل التالية:
تأثير نفاذية الغشاء الخلوي على سرعة الانتشار عبره:
يعبر عن نفاذية الغشاء الخلوي لمادة ما بمحصلة سرعة انتشارها خلال وحدة مساحة سطحية فيه لكل وحدة فرق تركيزي (عند عدم وجود أية فروق كهربائية أو فروق في الضغط). والعوامل المختلفة التي تؤثر على مدى نفاذية غشاء الخلية هي:
1. سمك الغشاء الخلوي: فكلما زاد سمك الغشاء كلما قلت سرعة الانتشار عبره.
2. ذؤوبية الشحوم: فكلما زادت ذؤوبية المادة في شحوم غشاء الخلية كلما زادت كمية المادة التي تذوب في الغشاء الخلوي، وبالتالي تزيد كمية المادة التي تمر عبر الغشاء.
3. عدد قنوات البروتين التي يمكن أن تمر المواد خلالها عبر الغشاء الخلوي: فإن سرعة انتشار المادة تتناسب طردياً مع عدد القنوات في الوحدة السطحية للغشاء الخلوي.
4. درجة الحرارة: فكلما كانت درجة الحرارة أعلى كلما زادت الحركة الحرارية للجزيئات والأيونات في المحلول مما يؤدي إلى زيادة الانتشار بنسبة طردية مع زيادة درجة الحرارة.
5. الوزن الجزيئي للمادة المنتشرة: ولهذا تأثير مغمور، إذ تتناسب سرعة الحركة الحرارية للمادة المذابة مع الجذر التربيعي لوزنها الجزيئي. ومن الناحية الأخرى عندما يقترب قطر الجزيئات المارة عبر الغشاء الخلوي من قطر القناة تزداد المقاومة عند ذاك لدرجة كبيرة بحيث يصبح الغشاء الخلوي أكثر نفاذية للجزيئات الصغيرة جداً مئات إلى ملايين المرات أكثر من نفاذيته للجزيئات الكبيرة جداً.

معامل الانتشار:
و العامل الآخر الذي يؤثر على السرعة الكلية للانتشار هو مساحة الغشاء الخلوي. ولهذا فلتعيين النفاذية الكلية لغشاء الخلية في الشعيرة الدموية أو لأي غشاء كامل آخر يتم ضرب دى نفاذيته (التي تقيس حركة المادة خلال وحدة مساحة سطحية في الغشاء) بالمساحة الكلية للغشاء. ويعبر عن مجموع النفاذية هذه بما يسمى معامل الانتشار ؛ وعلاقته بالانتشار هي:
معامل الانتشار (D) = النفاذية (P) × المساحة السطحية الكلية (A)
تأثير الفرق التركيزي على الانتشار خلال الغشاء الخلوي:
تتناسب سرعة انتشار المادة إلى داخل الخلية مع تركيز الجزيئات على خارج الغشاء الخلوي، لأن هذا التركيز هو الذي يعين عدد الجزيئات التي تصل إلى خارج القناة في كل ثانية. ومن الناحية الأخرى فإن السرعة التي تنتشر بها الجزيئات لخارج الخلية تتناسب مع تركيزها على الجهة الداخلية للغشاء الخلوي. ويتضح من ذلك بأن محصلة الانتشار إلى داخل الخلية تتناسب مع تركيز المادة في خارج الخلية ناقصاً تركيزها في الداخلref>Cai X، Lytton J (سبتمبر 2004). "The cation/Ca(2+) exchanger superfamily: phylogenetic analysis and structural implications". Molecular Biology and Evolution. ج. 21 ع. 9: 1692–703. DOI:10.1093/molbev/msh177. PMID:15163769.</ref> .
تأثير الكمون الكهربائي على انتشار الأيونات:
إذا ما وضع كمون (جهد) كهربائي عبر الغشاء الخلوي فتتحرك عند ذاك الأيونات خلال الغشاء الخلوي بالرغم من عدم وجود أي فرق تركيزي يسبب حركتها وذلك بسبب شحناتها الكهربائية. فإذا وضعت شحنة موجبة على الجهة اليمنى من الغشاء الخلوي وشحنة سالبة على جهته اليسرى يتولد مدروج كهربائي عبر الغشاء، فتسحب الشحنات الموجبة عند ذاك الأيونات السلبية التي تنفرها الشحنة السلبية في ذات الوقت ويتولد بذلك انتشار المادة من اليسار إلى اليمين. وبعد مرور فترة طويلة وجد أن كميات كبيرة من الأيونات السلبية قد تحركت إلى اليمين (هذا إذا لم يتم اعتبار التأثيرات المشوشة للأيونات الموجبة في المحلول في ذات الوقت) حيث يظهر فرق تركيزي لهذه الأيونات بعكس اتجاه فرق الكمون الكهربائي. فيميل الفرق التركيزي إلى تحريك الأيونات إلى اليسار بينما يميل الفرق الكهربائي إلى تحريك الأيونات إلى اليمين. وعندما يرتفع الفرق التركيزي لجدٍ كافٍ يتعادل فيه كل من التأثيرين مع بعضهما البعض. ومن الممكن تعيين الفرق الكهربائي الذي يوازن توازناً تاماً فرقاً تركيزياً معيناً آخر عند درجة حرارة الجسم (37 درجة مئوية) لأيونات أحادية التكافؤ مثل أيونات الصوديوم أو أيونات البوتاسيوم أو الكلورين باستعمال صيغة تسمى معادلة نرنست Nernst equation .
تأثير فرق الضغط:
يتولد أحياناً فرق في الضغط بين جهتي الغشاء الخلوي، ويحدث ذلك مثلاً في غشاء الشعيرات الدموية الذي يوجد على داخله ضغط يساوي 20 ملم زئبق أعلى من الضغط الذي يوجد على خارجه. ويعني الضغط عملياً مجموع كل قوى الجزيئات التي ترتطم بوحدة مساحة سطحية في لحظة ما؛ فلذلك إذا كان الضغط على إحدى جهتي الغشاء الخلوي أعلى مما هو عليه على الجهة الثانية فإن ذلك يعني بأن مجموع قوى الجزيئات التي ترتطم بالغشاء الخلوي على إحدى جهتيه أعلى من تلك المولدة على جهة الغشاء الأخرى. وينتج ذلك إما بسبب وجود عدد أكبر من الجزيئات التي ترتطم بالغشاء الخلوي في الثانية الواحدة أو بسبب طاقة حركية أكبر للجزيء الاعتيادي الذي يرتطم بالغشاء الخلوي. وفي أي من الحالتين تتوفر كميات إضافية من الطاقة تولد حركة الجزيئات من جهة الضغط العالي إلى جهة الضغط الأقل؛ وإذا وضِع كبَّاساً يولد ضغطاً عالياََ على إحدى جهتي غشاء الخلية فيسبب الانتشار خلال الغشاء إلى الجهة الأخرى.

### التناضح عبر غشاء نَفوذ انتقائي ومحصّلة انتشار الماء
الماء هو أكثر المواد انتشاراً خلال غشاء الخلية؛ وكمية كافية من الماء تنتشر عادة بالاتجاهين في خلية الدم الحمراء بمعدل يساوي حوالي 100 ضعف حجمها نفسها في الثانية الواحدة. ومع ذلك ففي الحالة السوية تكون الكمية المنتشرة بالاتجاهين متوازنة لدرجة أنه لا تتولد أية محصلة حركة لأية كمية من الماء، و لهذا يبقى حجم الخلية ثابتاً تماماً. و مع ذلك فقد يتولد أحياناً وتحت ظروف خاصة فرق تركيزي للمواد الأخرى، كما قد تحدث فروق تركيزية للمواد الأخرى، و عندما يحدث ذلك يتحرك الماء عبر الغشاء الخلوي مولداً انتفاخ الخلية أو انكماشها حسب اتجاه محصّلة الحركة. و تسمى عملية الانتشار الإجمالي هذه التي تتولد نتيجة الفرق التركيزي للماء باسم التناضح osmosis . فإذا وجد ماء نقي على إحدى جهتي الغشاء الخلوي ومحلول كلوريد الصوديوم على جهته الثانية، يمر الماء خلال غشاء الخلية بسهولة تامة بينما تمر أيونات الصوديوم وأيونات الكلوريد بصعوبة كبيرة خلال الغشاء الخلوي. و لذلك فإن محلول كلوريد الصوديوم هو في الحقيقة مزيج من جزيئات ماء تنفذ وأيونات صوديوم وأيونات كلوريد لا تنفذ عبر الغشاء الخلوي؛ و لذلك يسمى الغشاء الخلوي عند ذاك غشاءاً نفاذاً انتقائياً selective permeable (أو شبه نفوذ semipermeable) ؛ أي أنه نفاذ للماء وغير نفاذ لأيونات الصوديوم والكلوريد. و لكن وجود أيونات الصوديوم وأيونات الكلوريد قد أزاح البعض من جزيئات الماء ولهذا فقد قلل تركيزها لأقل من ذلك الذي في الماء النقي، و نتيجة ذلك ترتطم جزيئات الماء بالقنوات على الجهة اليسر أكثر مما تفعل على الجهة اليمنى حيث قّل تركيز جزيئات الماء. و لهذا تنتج محصلة حركة للماء من اليسار إلى اليمين وهذا يعني حدوث تناضح من الماء النقي إلى محلول كلوريد الصوديوم.

## النقل الفعال
لا تتمكن أية مادة من الانتشار ضد المدروج الكهربائي الكيميائي الذي يمثل مجموع قوى الانتشار التي تعمل في الغشاء الخلوي وهي القوي التي تنتج عن وجود فرق التركيز والفرق الكهربائي وفرق الضغط. و لهذا يقال إنه ليست هناك أية مواد تتمكن من الانتشار صعوداً.
و مع ذلك ففي بعض الأحيان تدعو الحاجة إلى تركيز عالٍ للسائل داخل الخلايا بالرغم من أن السائل خارج الخلايا يحوي تركيزاً قليلاً فقط. و يصبح ذلك مثلاً بالنسبة لأيونات البوتاسيوم. و على العكس من ذلك فمن المهم جداً أحياناً الاحتفاظ بتركيز قليل جداً داخل الخلايا بالرغم من أن التركيز خارجها عالٍ جداً. و يصح ذلك بصورة خاصة بالنسبة لأيونات الصوديوم. و من الواضح أنه لا يمكن أن تتم أي من هاتين العمليتين بواسطة الانتشار البسيط لأن ذلك يميل دائماً إلى معادلة التركيزين على جهتي الغلاف الخلوي؛ عوضاً عن ذلك لا بد لمصدر طاقة أن يولد حركة أيونات البوتاسيوم صاعدة إلى داخل الخلية، و حركة أيونات الصوديوم صاعدة أيضاً ولكن في هذه الحالة إلى خارج غشاء الخلية. و تسمى العملية التي تحدث عندما يحرك غشاء الخلية بعض الجزيئات والأيونات صعوداً إلى الأعلى ضد مدروج التركيز (أو إلى الأعلى ضد المدروج الكهربائي وضد مدروج الضغط) باسم عملية النقل الفعال active transport .
و من بين المواد التي تنقل نقلاً فعالاً خلال أغشية الخلايا أيونات الصوديوم وأيونات البوتاسيوم وأيونات الكالسيوم والحديد و الهيدروجين وأيونات الكلوريد والعديد من جزيئات السكريات المختلفة ومعظم الأحماض الأمينية.

### النقل الفعال الأوليو النقل الفعال الثانوي
يقسم النقل الفعال إلى نوعين حسب الطاقة المستعملة في توليده؛ و يسمى هذان النوعان النقل القعال الأولي والنقل الفعال الثانوي. و يتم الحصول على الطاقة في النقل الفعال الأولي من تحلل ثلاثي فوسفات الأدينوزين ATP . أو بعض مركبات الفوسفات الأخرى عالية الطاقة. بينما تشتق الطاقة المستخدمة في حالات النقل الفعال الثانوي بصورة ثانوية من مدروج التركيز الأيوني الذي يولد بالدرجة الأولى من النقل الفعال الأولي. و يعتمد النقل في كلتا الحالتين على البروتينات حمّالة التي تنفذ خلال الغشاء الخلوي - كما يتم ذلك في الانتشار الميسر - لأنه لا يتمكن من منح طاقة للمواد المنقولة ليحركها عكس التدرج الكهروكيميائي. و فيما يلي بعض الأمثلة على النقل الفعال الأولي والنقل الفعال الثانوي لتوضيح أسس وظائفهما بتفصيل أكبر.

### النقال الفعال الأولي
مضخة الصوديوم - البوتاسيوم
من بين المواد التي تنقل بالنقل الفعال الأولي كلاً من أيونات الصوديوم والبوتاسيوم و الكالسيوم والهيدروجين و بعض الأيونات الأخرى. و بالإضافة لذلك تعمل بعض المضخات في الأغشية داخل الخلايا بدلاً من (أو بالإضافة إلى) الغشاء السطحي للخلية بهذه الطريقة كما يحدث في غشاء الشبكة الهيولية العضلية للعضلات أو في واحد من غشائي المتقدرة (الميتوكوندريا). و مع ذلك فإنها تعمل كلها في الواقع بنفس الطريقة الأساسية.
و آلية النقل الفعال التي درست بتفصيل أكبر هي آلية نقل أيونات الصوديوم إلى خارج الخلايا خلال الغشاء الخلوي، و هي الآلية التي تضخ في الوقت نفسه أيونات البوتاسيوم من خارجها إلى داخلها. و تسمى هذه الآلية باسم مضخة الصوديوم - البوتاسيوم . و توجد هذه المضخة في كل خلايا الجسم، و هي المسؤولة عن إدامة وجود فارق تركيز الصوديوم والبوتاسيوم عبر غشاء الخلية وكذلك مسؤولة عن توليد جهد (كمون) كهربائي سلبي في داخل الخلايا. و هذه الآلية هي المسؤولة عن الأساس الوظيفي لانتقال الإشارات العصبية في الأعصاب.
و المكونات الأساسية لمضخة أيونات الصوديوم والبوتاسيوم هي بروتين حمّال معقد مكون من بروتينين كرويين واحد كبير ذو وزن جزيئي يبلغ 100000 تقريباً وآخر ذو وزن جزيئي 55000 تقريباً. و بالرغم من عدم معرفة وظيفة البروتين الصغيرر إلا أن هناك ثلاث خواص نوعية معينة للبروتين الكبير في وظيفة مضخة الصوديوم - بوتاسيوم:
1. للبروتين الكبير ثلاثة مواقع استقبالية لربط أيونات الصوديوم على جزء البروتين الذي يبرز إلى داخل الخلية.
2. كما أن له موقعين استقباليين لأيونات البوتاسيوم على خارجه.
3. و للجزء الداخلي لهذا البروتين - المجاور أو القريب من مواقع ارتباط الصوديوم - نشاط إنزيم ATPase.[35]

و لوضع هذه المضخة في إطارها: فعندما ترتبط ثلاثة أيونات صوديوم على داخل البروتين الحمّال وأيونان بوتاسيوم على خارجه تنشط وظيفة ATPase مولداً ADP ، و محرراً رابطة فوسفاتية عالية الطاقة. و يعتقد أن هذه الطاقة تسبب تغييراً شكلياً في جزيء البروتين الحمّال طادرة منه أيونات الصوديوم إلى الخارج وأيونات البوتاسيوم إلى الداخل. و لا تعرف حتى الآن الآلية الأكيدة للتغيير الشكلي للبروتين الحمال.

#### أهمية مضخة الصوديوم - البوتاسيوم في التحكم في حجم الخلية
إن إحدى أهم وظائف مضخة الصوديوم - البوتاسيوم هي التحكم في حجم الخلايا. فمن دون هذه الوظيفة تنفتح معظم خلايا الجسم حتى تنفجر. و آلية التحكم في حجم الخلايا هي كالتالي:
توجد في داخل الخلايا أعداد كبيرة من البروتينات والمركبات العضوية الأخرى التي لا يمكنها الهروب من الخلية، و معظم هذه المواد سلبية الشحنة ولذلك فإنها تجمع حولها أعداداً كبيرة من الأيونات موجبة الشحنة . ثم تحاول كل هذه المواد توليد تناضح للماء إلى داخل الخلية، فإذا لم توقف هذه العملية تنفتح الخلية باستمرار حتى تنفجر . و لكن الآلية التي تمنع ذلك هي مضخة الصوديوم - البوتاسيوم . فمن الملاحظ أن هذه المضخة تضخ 3 أيونات صوديوم للخارج لكل أيونين بوتاسيوم تضخهما للداخل . كذلك فإن الغشاء الخلوي يكون أقل نفاذية بكثير لأيونات الصوديوم من نفاذيته لأيونات البوتاسيوم . و لذلك فبمجرد وصول أيونات الصوديوم للخارج فإنها تنزع للبقاء فيه بكل قوة . و يمثل هذا خسارة مستمرة للمواد الأيونية إلى خارج الخلية مما يبدأ نزعة تناضحية لإخراج الماء من داخل الخلية . و بالإضافة لذلك فمتى بدأت الخلية بالانتفاخ فإنها تنشّط أوتوماتيكياً مضخة الصوديوم - البوتاسيوم محرّكة أيونات إضافية للخارج حاملة معها بعض الماء . و لذلك فإن مضخة الصوديوم - البوتاسيوم تقوم بدور المراقبة المستمرة لإدامة حجم الخلية السوي.

#### الطبيعة الكهربائية المنشأ لمضخة الصوديوم - البوتاسيوم
تعني حقيقة ضخ ثلاثة أيونات صوديوم للخارج لك أيونين من البوتاسيوم يتم ضخهما إلى داخل الخلية بأن هناك محصِّلة شحنة موجبة واحدة تنقل من داخل الخلية إلى خارجها لكل دورة من دورات عمل مضخة الصوديوم - بوتاسيوم . و من الواضح أن ذلك يولد شحنات إيجابية خارج الخلية ويترك نقصاً في الأيونات الموجبة داخل الخلية . أي أنها تولد شحنات سلبية داخل الخلية . و لذلك يقال إن مضخة الصوديوم - البوتاسيوم هي مضخة كهربائية المنشأ لأنها تولد كموناً (جهداً) كهربائياً عبر غشاء الخلية عندما تقوم بعملية ضخ الأيونات .

### النقل الفعال الأولى لأيونات الكالسيوم
و آلية النقل الفعال المهمة الأخرى هي مضخة أيونات الكالسيوم؛ ففي الحالات السوية يحافظ على تركيز أيونات الكالسيوم في السائل داخل الخلية عند تركيز منخفض جداً يقل 10000 مرة عن تركيزه في السائل خارج الخلية . و يتحقق ذلك بمضختين كالسيوميتين: إحداهما في غشاء الخلية وهي تضخ الكالسيوم للخارج والأخرى تضخ أيونات الكالسيوم إلى واحد أو أكثر من العُضَيَات الحويصلية الداخلية للخلية، مثلاََ إلى الشبكة الإندوبلازمية العضلية في العضلات أو إلى الميتوكوندريات في كل الخلايا الجسدية.
و في كلتا الحالتين ينفذ البروتين الحمّال ناقل الأيون خلال الغشاء الخلوي من جهة لأخرى ويعمل أيضاً في الوقت ذاته كإنزيم ATPase إذ أن له نفس مقدرة شطر ATPase تساوي المقدرة التي يملكها ATPase البروتين ناقل أيونات الصوديوم . و الفرق بينهما هو أن لهذا البروتين موقع ارتباط لأيونات الكالسيوم بدلاً من أيونات الصوديوم .

### النقل الفعال الأولي لأيونات الهيدروجين
يوجد بالجسم موضعان هامان لجهاز النقل الفعال الأولي لأيونات الهيدروجين يقعان في:
1. الغدد المعدية للمعدة .
2. النبيبات القاصية الأخيرة والقنوات المجمعة القشرية في الكليتين .

في الغدد المعدية تمتلك الخلايا الجدارية العميقة أقوى آلية للنقل الفعال الأولي لأيونات الهيدروجين إلى أي جزء من الجسم . و هذه الآلية هي الأساس في إفراز حمض الهيدروكلوريك الهاضم ضمن الإفرازات الهضمية للمعدة . و من الجانب الإفرازي للخلايا الجدارية يمكن زيادة تركيز أيونات الهيدروجين بمقدار مليون ضعف ومن ثم إطلاق هذه الأيونات مع أيونات الكلوريد على هيئة حمض الهيدروكلوريك.
و توجد في النبيبات الكلوية خلايا خاصة في النبيبات القاصية الأخيرة وفي القنوات المجمِّعة الكلوية القشرية، تنقل أيونات الهيدروجين بواسطة النقل الفعَّال الأولي . و في هذه الحالة يتم إفراز كميات كبيرة من أيونات الهيدروجين في النبيبات لطرحها خارج الجسم وذلك لضبط تركيزها ومستوى الحمضية في الدم . كما يمكن إفراز أيونات الهيدروجين ضد تدرج تركيز يبلغ حوالي 900 ضعف .
و في مواقع كثيرة أخرى من الجسم يتم نقل أيونات الهيدروجين عادة بواسطة النقل الفعَّال الثانوي، إلا أنه في هذه الحالة يتم النقل عادة بتدرج أقل بكثير مثل 4 إلى 1 و حتى 10 إلى 1 .

### تشبع النقل الفعال الأولي
يتشبع النقل الفعال بنفس الطريقة التي يتشبع بها الانتشار الميسر تماماً . فعندما يكون تركيز المادة التي ستُنقل قليلاً تزداد سرعة النقل نسبياً مع زيادة تركيز المادة، و لكن عندما يكون التركيز عالياً يصل النقل الفعال الأولي إلى سرعته القصوى التي تسمى Vmax . و يصح ذلك أيضاً بالنسبة للانتشار الميسر . و ينتج التركيز عن تحديد السرعة التي تتم بها التفاعلات الكيميائية للربط والتحرير و التغيرات الشكلية التي تحدث في الحامل ناقل الأيونات .

### مبحث الطاقة في النقل الفعال الأولي
تتعين الكمية اللازمة لنقل إحدى المواد بصورة فعالة خلال الغشاء الخلوي (بالإضافة إلى الطاقة التي يتم فقدها على هيئة حرارة في العمليات الكيميائية داخل الخلية) بالدرجة التي تتركز بها هذه المادة أثناء النقل . و عند مقارنة كمية الطاقة اللازمة لتركيز المادة إلى عشرة أضعاف مع تلك الضرورية لتركيزها 100 ضعف وجد أن هذه تساوي ضعفها فقط . أما تلك الضرورية لتركيزها 100 ضعف فهي تساوي ثلاثة أضعافها . و هذا يعني بالكالوري أن الطاقة اللازمة لتركيز مول واحد من المادة 10 أضعافها تساوي 1400 كالوري، وإلى 100 ضعف تساوي 2800 كالوري . و يتضح من ذلك أن الطاقة المستهلكة لتركيز المواد في الخلايا أو لإزالتها منها ضد تدرج التركيز يمكن أن تكون عالية جداً وتستهلك بعض الخلايا مثل تلك التي تبطن النبيبات الكلوية أو العديد من الخلايا الغدية ما يقرب من 90 % من طاقتها لهذا الغرض وحده.

### النقل الفعال الثانوي والنقل المترافق و النقل المضاد
عندما تنقل أيونات الصوديوم إلى خاج الخلية بالنقل الفعال الأولي يتولد في العادة تدرج تركيز عالِِ جداً لأيونات الصوديوم؛ حيث يكون التركيز عالِِ جداََ خارج الخلية و منخفض جداََ داخلها . و يمثل هذا التدرج مستودعاََ للطاقة لأن أيونات الصوديوم الفائضة خارج الخلية تحاول دائماََ الانتشار إلى داخل الخلية . و في الواقع تتمكن طاقة انتشار أيونات الصوديوم هذه من سحب مواد أخرى مع الصوديوم خلال الغشاء الخلوي . و تسمى هذه الظاهرة باسم ظاهرة النقل المترافق co-transport و هذا هو أحد أنواع النقل الفعال الثانوي .
و لكي تقوم أيونات الصوديوم بسحب مادة أخرى معها تحتاج إلى آلية تقارن . و يتحقق ذلك بواسطة بروتين حمّال ناقل أيونات آخر في غشاء الخلية . و يعمل الحمال في هذه الحالة كنقطة الثبات لأيونات الصوديوم و للمادة التي تنقل بالترافق معه . فمتى ما التصق كلاهما يتم التغيير في هيئة البروتين الحمّال و يسبب تدرج الطاقة لأيونات الصوديوم عند ذاك نقلهما سوية إلى داخل الخلية .
و تحاول أيونات الصوديوم في النقل المضاد أن تنتشر إلى داخل الخلية أيضاََ بسبب تدرج التركيز العالي جداََ . و لكن في هذه الحالة تكون المادة التي تنقل موجودة في داخل الخلية و يجب نقلها إلى خارج الخلية، و لهذا فإن أيونات الصوديوم ترتبط بالبروتين الحمال على نقطة بروزه خلال السطح الخارجي للغشاء الخلوي بينما ترتبط المادة التي تنقل بالاتجاه المضاد على النقطة البارزة الداخلية للبروتين الحمال ناقل الأيونات، و متى ما ارتبط كلاهما تتغير الهيئة مرة أخرى مع حركة طاقة أيونات الصوديوم للداخل مولدة بالتبعية حركة المادرة الأخرى من داخل الخلية إلى خارجها.

#### النقل الصوديومي المترافق للجلوكوز و الأحماض الأمينية
يتم نقل الجلوكوز و الأحماض الأمينية إلى معظم الخلايا ضد تدرج تركيز عالِِ جداََ . و آلية هذا النقل هي آلية نقل مترافق عبر الغشاء الخلوي بصورة تامة تقريباََ . و يلاحظ أن للبروتين الحمّال ناقل الأيونات موقعان على جهته الخارجية أحدهما للصوديوم و الثاني للجلوكوز . كما أن تركيز الصوديوم خارج الخلية عالِِ جداََ و لكن تركيزه داخل الخلية منخفض جداََ مما يوفر الطاقة للنقل. و إحدى الخواص المهمة للبروتين الناقل هي أن تغيير الهيئة الذي يسمح بحركة أيونات الصوديوم للدخل لا يحدث إلا عندما يلتصق به جزيء جلوكوز أيضاََ . و لكن متى التصق كلاهما يتم تغيير هيئة البروتين الناقل أتوماتيكياََ و ينقل الجلوكوز و أيونات الصوديوم إلى داخل الخلية في نفس الوقت و لذلك فهذه هي الآلية التي تسمى نقل الصوديوم - جلوكوز المترافق sodium-glucose co-transport mechanism .
و تتم عملية النقل المترافق للأحماض الأمينية بنفس طريقة نقل الجلوكوز ما عدا أنها تستعمل مجموعة أخرى من البروتينات الناقلة . و قد عرفت الآن خمسة أحماض أمينية منفصلة كل واحد منها مسؤول عن نقل أحد المجموعات الثانوية للأحماض الأمينية ذات الخواص النوعية الجزيئية الخاصة .
و يتم النقل الصوديومي المترافق للجلوكوز و للأحماض الأمينية بصورة خاصة في الخلايا الطلائية epithelial cells المبطنة للسبيل المعوي و المبطنة للنبيبات الكلوية ليساعد في امتصاص هذه المواد إلى الدم.

#### آليات هامة أخرى للنقل المترافق
توجد آليتا نقل مترافق مهمتان أخرتان، و هما:
1. الناقل المترافق للصوديوم - بوتاسيوم ثنائي الكلوريد الذي يسمح لنقل أيوني كلوريد إلى الخلية مع أيون صوديوم واحد و أيون بوتاسيوم واحد، و تتحرك هذه كلها بنفس الاتجاه .
2. و ناقل مترافق للبوتاسيوم و الكلوريد يسمح بنقل أيون بوتاسيوم و أيون كلوريد معاً من داخل الخلية إلى خارجها .

كما تشمل بعض آليات النقل المترافق الأخرى إلى داخل بعض الخلايا النقل المترافق لأيونات اليود و الحديد و اليورات .

#### النقل الصوديومي المضاد لأيونات الكالسيوم و الهيدروجين
هناك آليتان للنقل المضاد مهمتان بصورة خاصة، و هما آلية النقل المضاد للصوديوم - الكالسيوم و آلية النقل المضاد للصوديوم - الهيدروجين .
و تحصل الأولى منهما في كل أغشية الخلايا أو في كلها تقريباََ حيث تتحرك أيونات الصوديوم للداخل و أيونات الكالسيوم للخارج و يرتبط كلاهما بنفس البروتين الحمّال و بطريقة النقل المضاد . و يتم ذلك بالإضافة للنقل الفعال الأولي للكالسسيوم الذي يحصل في بعض الخلايا الجسدية .
و يحدث النقل المضاد للصوديوم - الهيدروجين في عدة أنسجة . و أحد الأمثلة المهمة على ذلك ما يحدث في النبيبات الدانية للكلية حيث تتحرك أيونات الصوديوم من جوف النبيبات إلى داخل الخلايا النبيبية، بينما تنقل أيونات الهيدروجين باتجاه مضاد إلى جوف النبيبات . و هذه الآلية هي أساس التحكم بأيونات الهيدروجين في سوائل الجسم.

#### آليات هامة أخرى للنقل المضاد
تشمل آليات النقل المضاد الأخرى تبادلات الهوابط لأيونات الصوديوم أو أيونات الكالسيوم على إحدى جهتي الغشاء الخلوي مع أيونات الماغنسيوم أو البوتاسيوم على جهته الأخرى . و كذلك تبادلات الصواعد لأيونات الكلوريد و التي تتحرك بأحد الاتجاهين مع أيونات البيكربونات أو السلفات التي تتحرك بالاتجاه المعاكس .

### النقل الفعال خلال الملاءات الخلوية
في مناطق عديدة من الجسم يجب أن تنقل المواد خلال الملاءات الخلوية cellular sheets بدلاً من نقلها خلال الأغشية الخلوية . و يتم هذا النوع من النقل خلال الخلايا الطلائية المعوية و النبيبات الكلوية و الخلايا طلائية في كل الغدد خارجية الإفراز و غشاء الضفيرة المشيمية في الدماغ و العديد من الأغشية الأخرى .
و الآلية الأساسية لنقل المادة عبر الملاءة هي:
1. تهيئة نقل فعال خلال غشاء الخلية على إحدى جهتي الغشاء، ثم
2. تهيئة انتشار بسيط أو انتشار ميسر خلال الغشاء على الجهة الأخرى من الخلية.[48]

فبدراسة آلية نقل أيونات الصوديوم خلال غشاء الخلايا الطلائية المبطنة للأمعاء أو المرارة أو النبيبات الكلوية وجد أن الخلايا الطلائية تلك تكون مرتبطة ببعضها البعض عند أقطابها الجوفية فقط و لكن اتصالها عند هذه النقاط هو اتصال محكم و بذلك يمنع انتشار أيونات الصوديوم بين الخلايا . و لكن السطوح الجوفية لهذه الخلايا نفوذة جداََ لأيونات الصوديوم و للماء، و لذلك فهما ينتشران بسهولة إلى داخل الخلية . كما أن أيونات الصوديوم تنقل بفاعلية عند الغشاءين القاعدي و الجانبي لهذه الخلايا إلى السائل خارج الخلايا . و يولد ذلك تدرجاََ في التركيز عالياََ لأيونات الصوديوم عبر هذه الأغشية و يولد هذا بدوره تناضحاََ للماء أيضاََ . و لهذا لا يقوم النقل الفعال لأيونات الصوديوم عند الجهة الجانبية القاعدية للخلايا الطلائية بنقل أيونات الصوديوم فقط بل إنه ينقل الماء أيضاََ .
و بالإضافة لذلك فإن أية مادة أخرى يمكنها أن ترتبط مع أيونات الصوديوم تستطيع أن تُنقل بنفس الطريقة . فمثلاََ تجذب الشحنات الموجبة لأيونات الصوديوم و بنفس الطريقة عندما ينقل الجلوكوز (أو الأحماض الأمينية) بالترافق مع أيونات الصوديوم خلال السطح الجوفي للخلية يزداد تركيز الجلوكوز داخل الخلية . ثم ينتقل الجلوكوز بالانتشار الميسر خلال الحواف القاعدية الجانبية للخلية و يدخل أخيراََ إلى السائل خارج الخلايا مع أيونات الصوديوم و أيونات الكلوريد و الماء .
و هذه هي الآليات التي تمتص بها تقريباََ كل المغذيات و الأيونات و المواد الأخرى إلى الدم من الأمعاء . و يمثل ذلك أيضاََ الطرق التي يعاد بها امتصاص هذه المواد نفسها من الرشاحات الكبيبية في النبيبات الكلوية.